# Исабек-ишан
Исабек-ишан — исламский религиозный деятель XIX века из сословия «кожа», ишан.
Родился около 1764 года. Происходит из рода Саид-кожа, населявшего Южный Казахстан. Ведёт родословную от Акку-ишана. Первым из его предков в Сары-Арку переселился Мурат-ишан в конце XVII века в возрасте около 20 лет. Проживал Исабек-ишан в местности Акколь-Жаилма, ныне Акколь. С 7-летнего возраста до 19 лет обучался в медресе. В 14 лет получил титул «ишан». Впоследствии народ причислил его к святым — «авлия». Похоронен на родине в местности Кылдыколь. В конце 90-х гг. XX века в честь Исабек-ишана в селе Акколь построена мечеть, названная его именем.